# Poma caramel·litzada

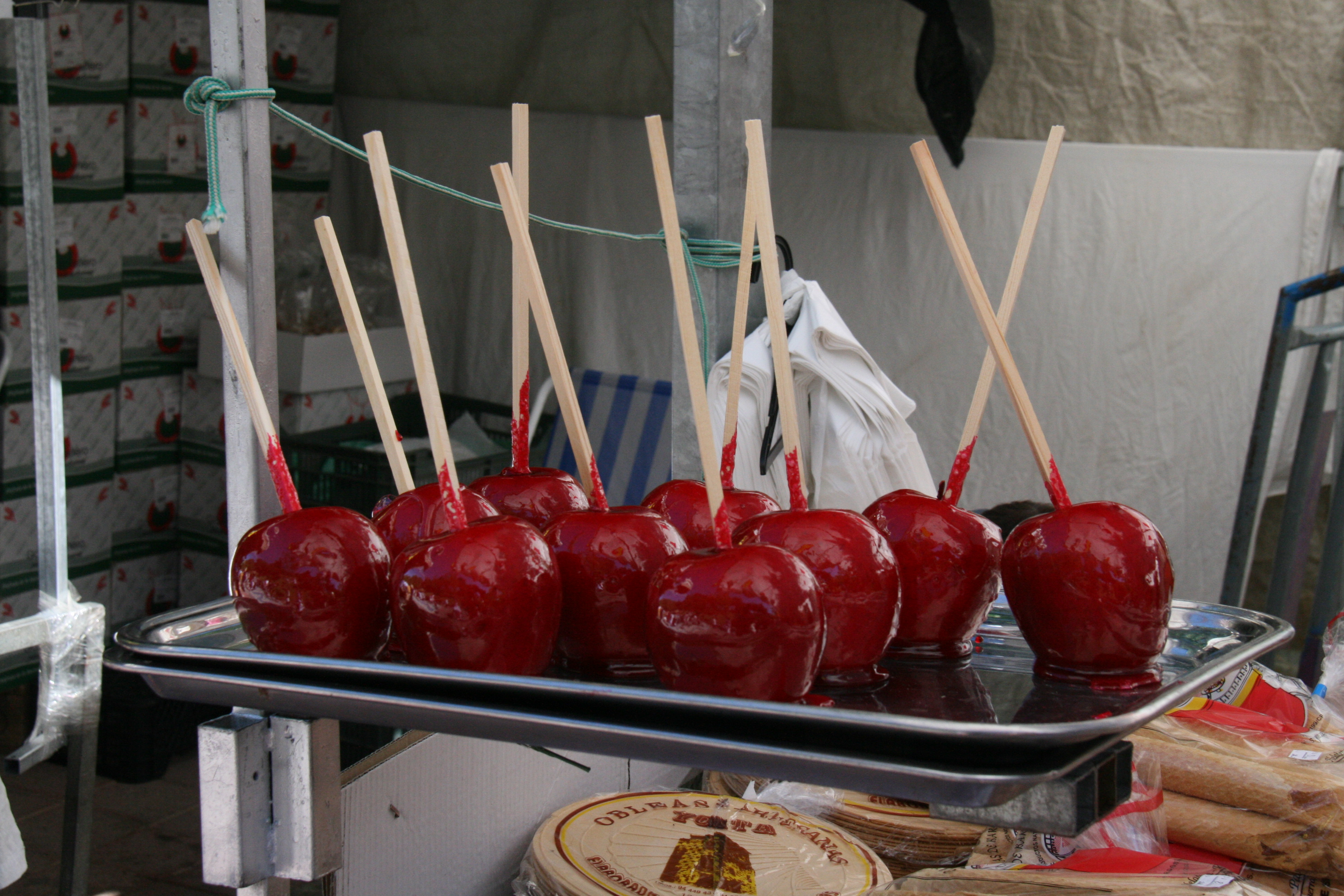
Pomes de caramel o caramel·litzades.

Les pomes confitades o pomes de caramel i  pomes encaramel·lades/caramel·litzades  són unes pomes cobertes d'una capa de sucre de caramel. Si bé la coberta varia d'un lloc a un altre, són gairebé sempre servides amb un escuradents al centre que fa que siguin més fàcils de menjar. Les pomes de caramel són una delícia comuna en les festes de tardor a la cultura occidental a l'hemisferi nord, com ara Halloween i la Nit de Guy Fawkes, puix que aquestes festivitats de la tardor coincideixen amb el començ de la collita anual Pe bé que les pomes de caramel i les pomes dolces semblen similars, no s'han de confondre, car es fan de manera diferent.

## Història
Segons el Newark Evening News del 1964:

William W. Kolb va inventar la poma de caramel vermell. Kolb, un creador de caramel veterà de Newark, va produir el seu primer lot de pomes confitades el 1908. Mentre experimentava a la seva botiga de llaminadures amb el caramel de canyella vermella per al comerç de Nadal, va mullar algunes illes en la barreja i les va col·locar a les finestres per a mostrar-les. En va vendre el primer lot sencer per 5 centaus cada un i cada any en va vendre milers més. Aviat les pomes confitades eren venudes a tota la regió de Jersey Shore, al circ i a les botigues de dolços de tot el país, d'acord amb les notícies de Newark el 1948.
També són conegudes com a illes de gelea, que es poden trobar a la famosa zona de Coney Island. Algunes tenen fideus de xocolata o coco ratllat per sobre.

## Preparació
La poma del caramel es fa cobrint una poma amb una capa de sucre. La manera més comuna d'aparellar aquesta capa de sucre és amb un xarop a base de sucre, xarop de blat de moro, aigua, canyella i colorant vermell i fent-lo bullir en una cassola a 300 graus. Les pomes es submergeixen en el xarop i es deixa refredar durant aproximadament una hora, fins que s'endureix. Les temperatures estivals i la humitat dificulten l'enduriment de la capa de carael

## Halloween
Les pomes de caramel són un dels articles més populars donats als nens durant Halloween. Durant la dècada del 1960 i la del 1970, es va difondre amb histèria una notícia sobre les pomes de caramel donades als nens durant Halloween. Molts pares tenien por que les pomes de caramel continguessin agulles o fulles d'afaitar. Durant la histèria, els hospitals van oferir raigs X de franc per a detectar objectes estranys a les pomes de caramel.

## Fora dels EUA
A Anglaterra, les pomes encaramel·lades es consumeixen habitualment el 5 de novembre (també conegut com a Bonfire Night o Nit de Guy Fawkes), i es mengen a Irlanda i Escòcia per Halloween. Als països de llatinoamèrica les pomes de caramel són molt populars durant la temporada de vacances perllongades en aquests països. A Brasil les pomes de caramel són comuns en les festivitats en honor de Joan Evangelista. A Alemanya són més sovint associades amb la temporada de Nadal. De vegades també es venen per carnestoltes i en diverses fires. A França, aquests caramels es diuen "Pommes d'amour" (literalment: poma d'amor). Al Canadà, són molt populars i en general es mengen en fires i carnavals.
A la Xina un dolç semblant anomenat Tanghulu es prepara cobrint una fruita petita (tradicionalment de Crataegus pinnatifida) amb xarop de sucre endurit.